# Ефекат оснивача
Ефекат оснивача или оснивачки ефекат представља настанак генетске варијације, који се јавља када се нова популација становништва успоставља од стране веома малог броја појединаца из веће популације. Овај термин први пут је употребио Ернст Мајр 1942. године. Као резултат настанка генетске варијације, ново становништва може бити изразито разноврсно, и по генетипу и фенотипу, од родитеља из које је популација изведена. Могуће је да оснивачки ефекат доведе, у неким случајевима и до специјације а затим и до развоја нових врста. 
Оснивачки ефекат је специјални случај генетичког дрифта. Јавља се када се мала група у популацији издвоји из оригиналне популације и формира нову. Нова колонија може имати мање генетске варијације од првобитног становништва, и током репродукције наредних генерација, довести до фиксације. Ова последица чини да код колонија постоји већи ризик од нестајања.